# Heping (köpinghuvudort i Kina, Liaoning Sheng, lat 40,14, long 122,20)
Heping är en köpinghuvudort i Kina. Den ligger i provinsen Liaoning, i den nordöstra delen av landet, omkring 210 kilometer sydväst om provinshuvudstaden Shenyang. Antalet invånare är 21 320. Befolkningen består av 10 283 kvinnor och 11 037 män. Barn under 15 år utgör 13,0 %, vuxna 15-64 år 75 %, och äldre över 65 år 11,0 %.
Runt Heping är det tätbefolkat, med 286 invånare per kvadratkilometer. Närmaste större samhälle är Xiongyue, 7,7 km nordväst om Heping. Omgivningarna runt Heping är en mosaik av jordbruksmark och naturlig växtlighet.
Genomsnittlig årsnederbörd är 910 millimeter. Den regnigaste månaden är juli, med i genomsnitt 262 mm nederbörd, och den torraste är januari, med 7 mm nederbörd.